# Echeveria moranii
Echeveria moranii är en fetbladsväxtart som beskrevs av Walther. Echeveria moranii ingår i släktet Echeveria och familjen fetbladsväxter. Inga underarter finns listade i Catalogue of Life.